# Mareșal (Romania)

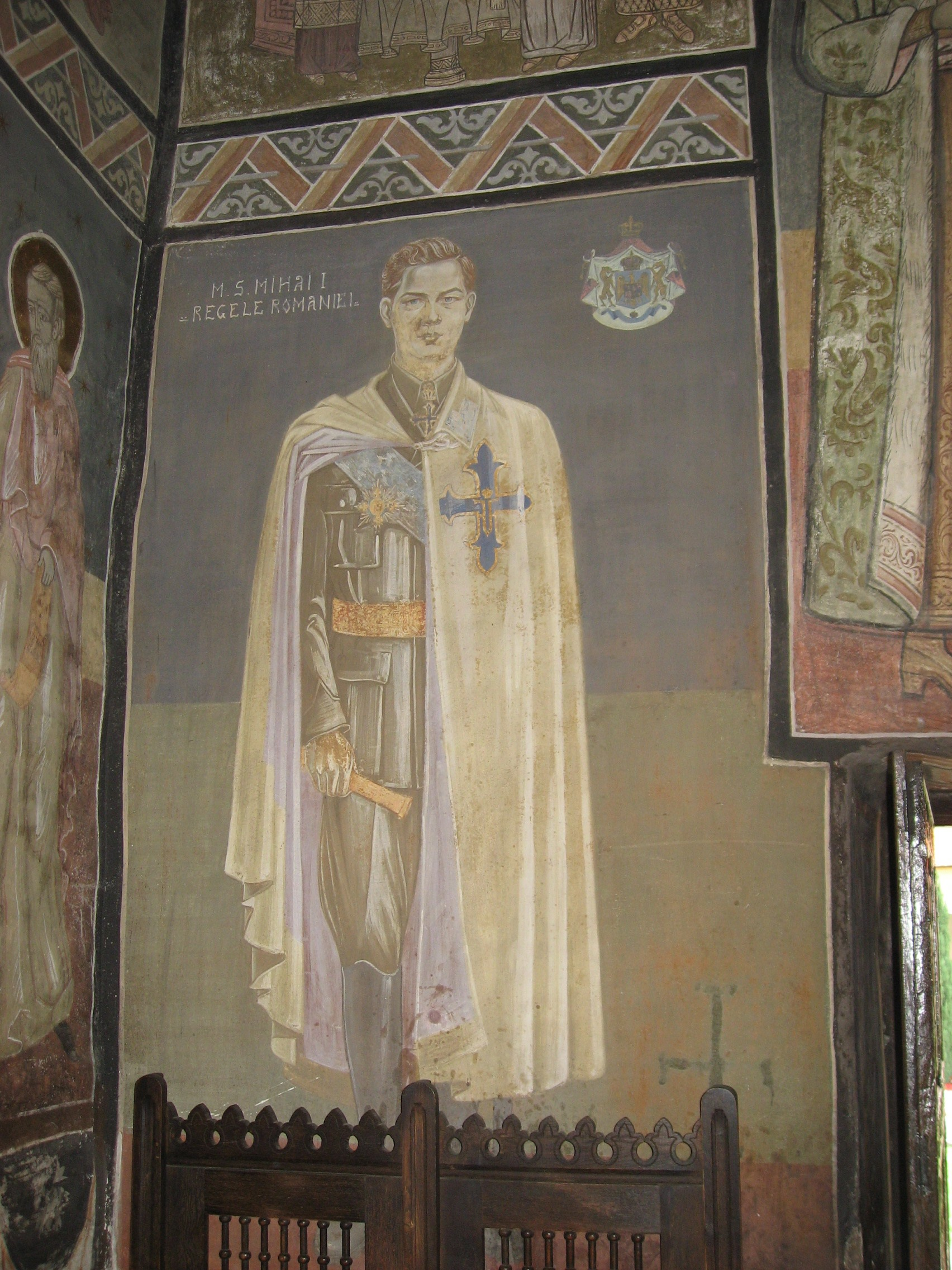
SM el rei Miquel I, l'últim mariscal supervivent de Romania després de la Segona Guerra Mundial, representat amb el seu uniforme al fresc del monestir de Sâmbăta de Sus.

Mareșal (mariscal) és el rang més alt de l'exèrcit de Romania, les Forces Armades de Romania. És l'equivalent d'un mariscal de camp en altres països.
El rang de mareșal només es pot atorgar a un general o almirall (en romanès: amiral), en temps de guerra per mèrits militars excepcionals, pel president de Romania i confirmat pel Consell Suprem de Defensa Nacional.
Fins ara, només tres persones no reials van rebre el rang de mareșal: Alexandru Averescu, Constantin Prezan i Ion Antonescu. Els dos primers van ser generals durant la Primera Guerra Mundial i l'últim va ser general durant la Segona Guerra Mundial, i governant de Romania entre l'abdicació del rei Carol II (6 de setembre de 1940) i la seva detenció pel rei Miquel I (23 d'agost de 1944). Dels reis romanesos, Ferran I, Carol II i Miquel I eren mariscals de Romania. El rei Carol I era alhora mariscal de camp rus i alemany.